# Гора Педина

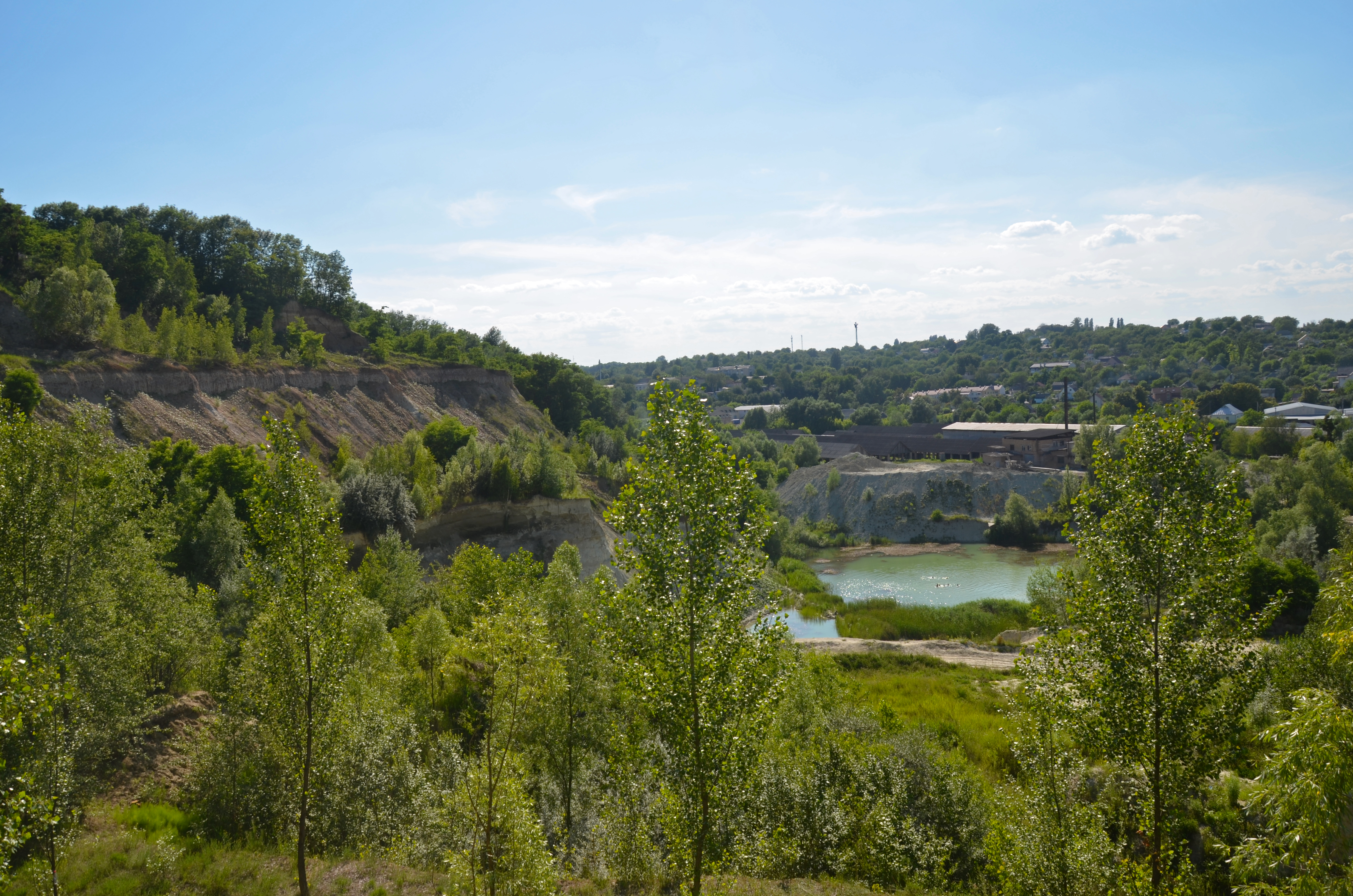

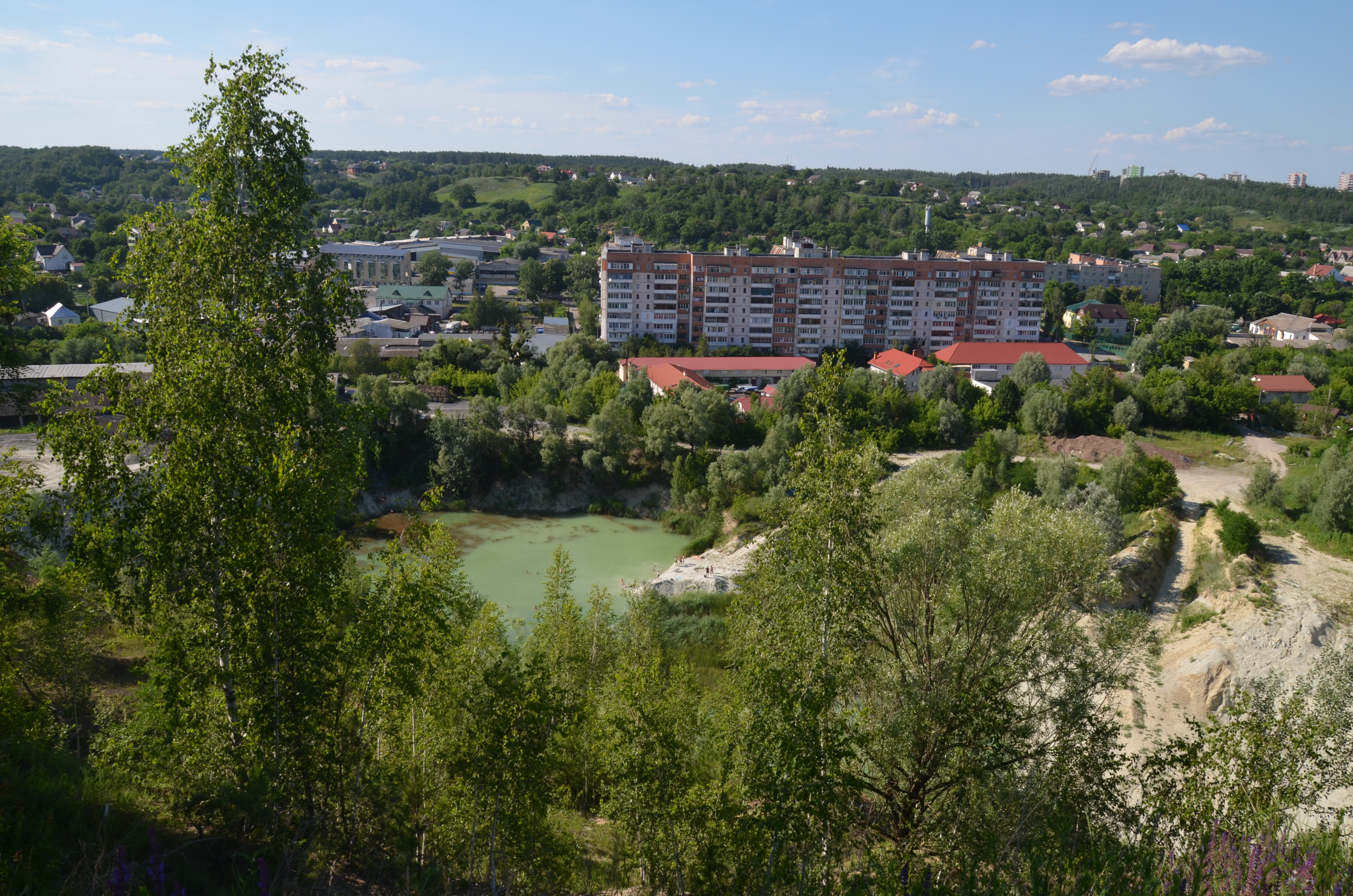

Гора Педина — ландшафтний заказник місцевого значення в Україні. Розташований на території Обухівського району Київської області, на схід від центральної частини міста Обухів.
Площа — 4,9998 га, статус отриманий у 2020 році. Перебуває у віданні: Обухівська міська рада.
Статус присвоєно для збереження і відновлення порушених екосистем, зокрема збереження залишків природної лучно-степової рослинності. Заказник має також естетичну, освітню та рекреаційну цінність. Це — мальовничий комплекс терас, які поєднують урвища і рівнинний ландшафт з далеким видноколом на місто Обухів. Територія заказника є ареалом поширення рідкісних рослин, амфібій та плазунів, що охороняються Додатком ІІ до Бернської конвенції та Рішенням Київської обласної ради від 07.02.2012 № 285-15-VII «Про затвердження Списку регіонально рідкісних, зникаючих видів рослин і грибів, які потребують охорони у Київській області та Положення до нього».